# Brotzeit (Verein)
Brotzeit (Eigenschreibweise: brotZeit e. V.) ist ein gemeinnütziger Verein, der deutschlandweit bedürftige Kinder an Grund- und Förderschulen mit Frühstücken versorgt. Die Vereinsarbeit basiert auf privater Initiative. Förderung bekommt der Verein nach einer bis 2013 ausschließlich privaten Finanzierung nun auch teilweise von staatlicher Seite; so gibt es Zuwendungen vom Hamburger Senat, von der bayerischen Landesregierung, dem Land Nordrhein-Westfalen und dem Freistaat Sachsen. Der Verein versorgt aktuell (Stand Januar 2025) in 21 Förderregionen an 450 Schulen die Schüler täglich mit kostenlosem Frühstück, zubereitet und serviert von 2700 ehrenamtlichen Frühstückshelfern. Insgesamt hat der Verein seit der Gründung bisher 18,2 Millionen Frühstücke ausgegeben.

## Aktivitäten
Der Verein ist deutschlandweit aktiv und bietet in den Förderregionen Augsburg, Berlin, Braunschweig, Großraum Dresden, Frankfurt am Main, Hamburg, Heilbronn, Leipzig, München, Mittelfranken, Östliches, Nördliches und Westliches Ruhrgebiet, Nordbaden sowie Südpfalz kostenlose Frühstücke für Kinder an Grund- und Förderschulen an. Der Brotzeit e. V. hat sich auch zum Ziel gesetzt, Kinderbetreuung mit aktiver Seniorenförderung zu verbinden. Seniorinnen und Senioren übernehmen daher die Betreuung der Kinder beim Frühstück. Bis 2018 gab es die Projekte „Brot geben“ und „Zeit geben“, die bei der Gründung 2009 den Vereinsnamen ergaben. Seit 2019 konzentriert sich der Verein allein auf die Förderung der Frühstücksprojekte.

### „Brot geben“
Laut einer repräsentativen Studie aus dem Jahr 2018 kommen im Schnitt mehr als zehn Prozent der Grundschulkinder hungrig zum Unterricht, in Schulen in sozial schwierigem Umfeld noch deutlich mehr. Der Verein organisiert daher deutschlandweit (Stand Januar 2024) in 375 Schulen für mehr als 14000 Schüler jeden Morgen ein für die Schulen und Schüler kostenloses Gemeinschaftsfrühstück. Betreut werden die Schüler dabei von aktiven Senioren, die auch das Buffet vorbereiten und die Tische decken. Die Lebensmittel werden von einer großen Einzelhandelskette kostenfrei zur Verfügung gestellt. Gegenwärtig wurden 15,5 Millionen Frühstücke ausgegeben. Dafür sind rund 2200 Senioren ehrenamtlich tätig.

### „Zeit geben“
Bis 2018 betreute der Verein auch in den Freistunden und nach dem Unterricht die Kinder in Form von Hausaufgabenhilfe und Freizeitgestaltung in Kultur- und Sport-AGs. Auch Lese- und Schachprojekte waren dabei wichtige Eckpfeiler.

## Vorstand und Aufsichtsrat
Die Schauspielerin Uschi Glas hat den Verein gemeinsam mit ihrem Ehemann, dem Unternehmensberater Dieter Hermann, und dem Münchener Rechtsanwalt Harald Mosler sowie weiteren Personen 2009 gegründet. Diese drei bildeten bis Anfang 2022 den Vorstand des Vereines. Im Januar 2022 übergaben sie die Leitung des Vereins an den langjährigen brotZeit-Geschäftsführer Hans-Jürgen Engler und die Rechtsanwältin Margarethe Schlemmer. Die drei wechselten in den neu geschaffenen Aufsichtsrat, dem auch die Unternehmerin Judith Dommermuth angehört.